# ディロン・ラウンド
ディロン・ラウンド（Dillon Round）は、1960年から1961年にかけて行われた関税および貿易に関する一般協定（GATT）の多角的貿易交渉である。

## 概要
GATTの第5回目の多角的貿易交渉で、アメリカ合衆国のアイゼンハワー政権（共和党）の経済担当国務次官として交渉を提唱したC・ダグラス・ディロン（C. Douglas Dillon）に因んで、ディロン・ラウンドと呼ばれる（ディロンは、交渉開始後も、続く民主党のケネディ政権で財務長官を務めた）。この交渉は、通称が付けられた初めての多角的貿易交渉であった。
本ラウンドには、26ヶ国・地域が参加して、工業製品の関税引き下げなどが合意された。また、1958年に欧州経済共同体（EEC）が成立したことを受け、EECの対域外関税や、共通農業政策のもとでの可変輸入課徴金制度が取り上げられたが、成果は得られなかった。

## GATT/WTOの多角的貿易交渉
- 第1回（1947年、ジュネーヴ） - GATT成立
- 第2回（1949年、アヌシー）
- 第3回（1951年、トーキー）
- 第4回（1956年、ジュネーヴ）
- 第5回 ディロン・ラウンド（1960年-1961年）
- 第6回 ケネディ・ラウンド（1964年-1967年）
- 第7回 東京ラウンド（1973年-1979年）
- 第8回 ウルグアイ・ラウンド（1986年-1995年） - WTO成立
- 第9回 ドーハ開発ラウンド（2001年-）